# 8336 Šafařík
8336 Šafařík este un asteroid din centura principală de asteroizi.

## Descriere
8336 Šafařík este un asteroid din centura principală de asteroizi. A fost descoperit pe 27 septembrie 1984 la Observatorul Kleť de Antonín Mrkos. Asteroidul prezintă o orbită caracterizată de o semiaxă mare de 3,08 ua, o excentricitate de 0,30 și o înclinație de 6,1° în raport cu ecliptica.